# Erinnerung an eine Landschaft – für Manuela
Erinnerung an eine Landschaft – für Manuela ist ein DEFA-Dokumentarfilm von Kurt Tetzlaff von 1983, in dem die Zerstörung zweier Dörfer bei Leipzig für den Braunkohletagebau über einen Zeitraum von drei Jahren begleitet wird.

## Inhalt
Der Film beginnt mit den parallel montierten Aufnahmen von der Sprengung einer Kirche und der Geburt eines Kindes, gefolgt von Luftaufnahmen des Braunkohlereviers südlich von Leipzig: Tagebaue, halb verlassene und schon halb abgerissene Dörfer.
Ein Planer des Braunkohlenkombinats erläutert an einer Karte, wie sich die Tagebaue in den folgenden 20 Jahren ausdehnen werden. Für die Umsiedlung von Bewohnern sind 95.000 Mark pro Haushalt kalkuliert, darin sind Entschädigungen, Umzugskosten und Neubau von Infrastruktur in den neuen Siedlungen enthalten. Nach der Schließung einer Schule werden die letzten verbleibenden Schüler bis zum Umzug jeden Morgen per Taxi in ihre neue Schule gefahren.
Die Dörfer Magdeborn und Bösdorf werden 1977–80 bzw. 1980–82 evakuiert und abgebaggert. Der Film begleitet die Evakuierungen, stellt verschiedene Bewohner der beiden Orte vor und lässt sie von ihrem Umgang mit der Umsiedlung erzählen: Ein junges Paar hat seine Hochzeit vorverlegt, um nach dem Abriss des Dorfes eine bessere Wohnung zu bekommen. Das Gastwirt-Ehepaar in Magdeborn betreibt weiter seine Kneipe, auch wenn von 1000 Familien nur noch 180 im Dorf sind. Zwei Jahre später wohnen sie in einer Neubauwohnung, und der ehemalige Wirt ist nun Teil der Besatzung eines Braunkohlebaggers. Eine 250 Jahre alte Eiche, unter der angeblich Napoleon während der Völkerschlacht bei Leipzig saß, wird gefällt. Zwei Postbotinnen müssen nach 34 bzw. 24 Dienstjahren ihr Postamt schließen und bekommen am letzten Tag von einer Vorgesetzten eine Belobigung und eine Geldprämie. Aus der Kirche werden vor dem Abriss die Glocken entfernt, die Toten auf dem Friedhof werden umgebettet. In Eythra feiert man das 1000-jährige Dorfjubiläum, wenige Jahre vor der schon geplanten Evakuierung. Am Schwersten kommen die alten Menschen mit der Umsiedlung zurecht, die teils 40 Jahre oder länger in ihren Häusern gewohnt und sie instand gehalten haben. In Borna, wohin zahlreiche Magdeborner umgesiedelt wurden, bewohnen viele von ihnen denselben Wohnblock in der Magdeborner Straße und versuchen, das Gemeinschaftsgefühl ihres Dorfes aufrechtzuerhalten.
Der Film endet mit Aufnahmen vom dritten Geburtstag von Manuela: dem Kind, dessen Geburt den Film eröffnete. Sie war das letzte in Magdeborn geborene Kind und lebt nun in Leipzig-Grünau. Von ihrem Geburtsort wird sie einmal nur wissen, „was ihr die alten später so erzählen. Sie wächst in eine andere Welt hinein.“

## Produktion
Die Dreharbeiten fanden von 1979 bis 1982 in den evakuierten Orten Magdeborn und Bösdorf, sowie in Borna und dem Leipziger Neubaugebiet Grünau als neuem Wohnort der Dorfbewohner statt. 
Der Film wurde 20. November 1983 beim Internationalen Dokumentarfilmfestival in Leipzig erstmals gezeigt. Danach wurde er seit dem 3. Februar 1984 einige Male aufgeführt, meist jedoch in kleinen organisierten Veranstaltungen. Die nicht verwendeten umfangreichen Restaufnahmen zum Film, die als Dokumente aufbewahrt werden sollten, sind nicht mehr im Filmarchiv vorhanden und wahrscheinlich vernichtet.
Neuaufführungen gab es unter anderem 2014 im Zeughauskino Berlin und 2020 beim Dokumentarfilmfestival in Leipzig.
2002 wurde er mehrmals im Fernsehen bei Planet Wissen gezeigt.

## Auszeichnung
- 1983 Findlingspreis, Filmpreis der Filmklubs der DDR